# Xanthopiodus angulicollis
Xanthopiodus angulicollis là một loài bọ cánh cứng trong họ Cerambycidae.